# Гурван-Сайхан-Уул
Гурван-Сайхан-Уул (монг. Гурван Сайхан, букв. «три красавицы») — хребет в аймаке Умнеговь, на юге Монголии. Хребет растянулся на 500 км и состоит из трёх гряд: горы Барун-Сайхан-Нуру (западная красавица), горы Дунд-Сайханы-Нуру (срединная красавица) и горы Дзун-Сайханы-Нуру (восточная красавица).
Высочайшая точка хребта находится в центральной системе Дунд-Сайханы-Нуру, а её высота составляет 2 825 метров над уровнем моря. В горах Дзун-Сайханы-Нуру находится крупное ущелье Елын-Ам, являющееся крупнейшей туристической достопримечательностью региона. Хотя хребет окружен пустыней Гоби, в Елын-Аме почти постоянно присутствует лед. В данной местности преобладает пустынно-степная растительность.
Хребет частично расположен в национальном парке Гоби-Гурван-Сайхан, которому он дал название.